# Toba (vulkan)

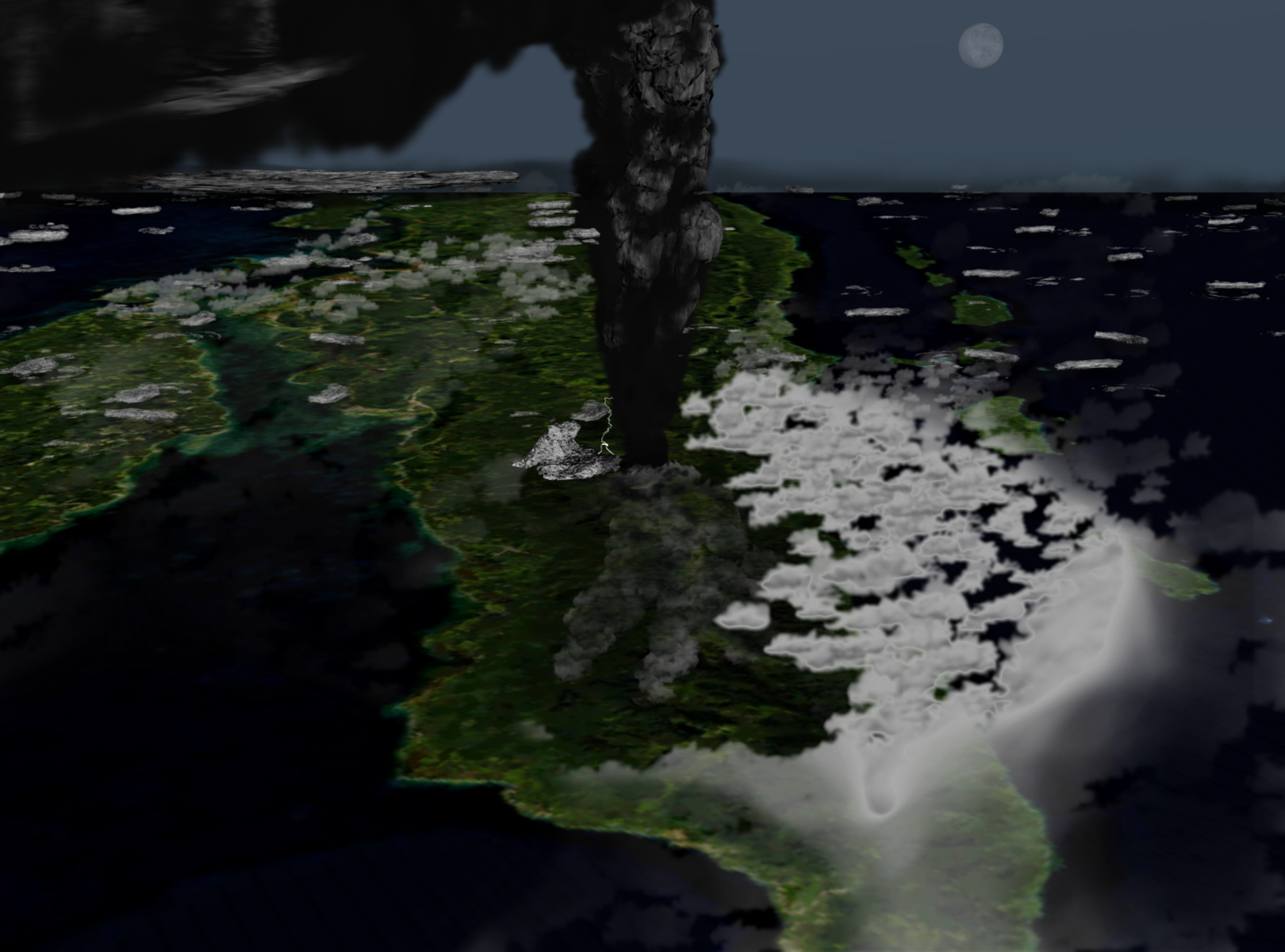
Illustration av vulkanutbrottet för 72500 år sedan.

Toba är en vulkan på den indonesiska ön Sumatra. I vulkanens caldera finns idag Tobasjön, en 100 km lång sjö. 
Vulkanen har haft minst fyra kända utbrott. Det senaste, för drygt 70 000 år sedan, var det mest kraftfulla hos någon vulkan på jorden de senaste 25 miljoner åren.

## Historik

### Tidigare utbrott
Toba hade sitt första kända utbrott för 1,2 miljoner år sedan. Därefter följde eruptioner för 0,8 respektive 0,5 miljoner år sedan.

### Utbrottet 72 500 f.Kr.
Tobas senaste utbrott (för 72 500 f.Kr) är det största under de senaste 25 miljoner åren. Vulkanen spydde då ut omkring 2 800 kubikkilometer vulkaniskt material, och en yta på cirka 20 000 kvadratkilometer täcktes och totalförstördes av  pyroklastiska flöden. Det utbrottet var större än det berömda Huckleberry Ridge-utbrottet av Yellowstone-kalderan i USA för 2,1 miljoner år sedan, som spydde ut vulkaniskt material som täckte omkring 2 500 kvadratkilometer.
Båda dessa utbrott nådde nivå 8 på VEI-skalan (över 1 000 kubikkilometer vulkaniskt material, högsta steget på skalan), och nästa gång något liknande inträffar kommer det att få allvarliga följder för hela vårt ekosystem.
Utbrottet sänkte medeltemperaturen på jorden med flera grader och avlagrade stora mängder aska över bland annat Sydostasien, Indien och Arabiska halvön. Vulkanaskans medelmäktighet i Indien har beräknats till 0,15 meter. Enligt teorier från slutet av 1990-talet ledde utbrottet till att människan, vår art Homo sapiens, nästan utrotades, och populationen begränsades till några få tusen personer. Människan tros, utifrån genetiska studier av mitokondrie-DNA, vid tiden för utbrottet ha hunnit sprida sig ut från Afrika, till Arabien, Indien och kanske till Sydostasien och Kina, men dessa uppgifter är kritiserade och osäkra.
Numera tyder arkeologiska fynd från Indien på att utbrottet inte var så förödande för homo sapiens som man tidigare trott. Människan i Asien överlevde utbrottet och i Indien tycks människan ha bott kontinuerligt under de senaste 80000 åren.